# المستورد بن شداد الفهري
المستورد بن شداد الفهري صحابي قُبض النبي صلى الله عليه وسلم وهو غلام ولكنه سمع ووعى منه.

## اسمه و نسبه
المستورد بْن شداد بْن عَمْرو بْن حسل بْن الأحب بْن حبيب بْن عَمْرو بْن شيبان بْن محارب بْن فهر القرشي الفهري، وأمه دعد بنت جابر بْن حسل بْن الأحب، أخت كرز بْن جابر.

## روايته للحديث
روى عن النبي صلى الله عليه وسلم عددا من الأحاديث، منها:
- انه قال:( مَنْ كان لنا عامِلًا ، فلم يَكُنْ لَّهُ زوجةٌ ، فلْيَكْتَسِبْ لَهُ زوْجَةً ، فإِنْ لم يكن لَّهُ خادِمٌ فلْيَكْتَسِبْ لَهُ خادِمًا ، فإِنْ لم يكن لهُ مسكَنٌ ، فلْيَكْتَسِبْ مسكَنًا ، مَنِ اتخَذَ غيرَ ذَلِكَ فهُوَ غالٌّ أوْ سارِقٌ).[4]*
- قال عليه الصلاة و السلام:(ما الدنيا في الآخرة إلا كما يضع أحدكم إصبعه في اليم، فلينظر بماذا يرجع ).[5]

## وفاته
توفي رضي الله عنه سنة 45 للهجره قيل في الإسكندرية وقيل بمصر.